# Igreja de São Paulo (Bergen)

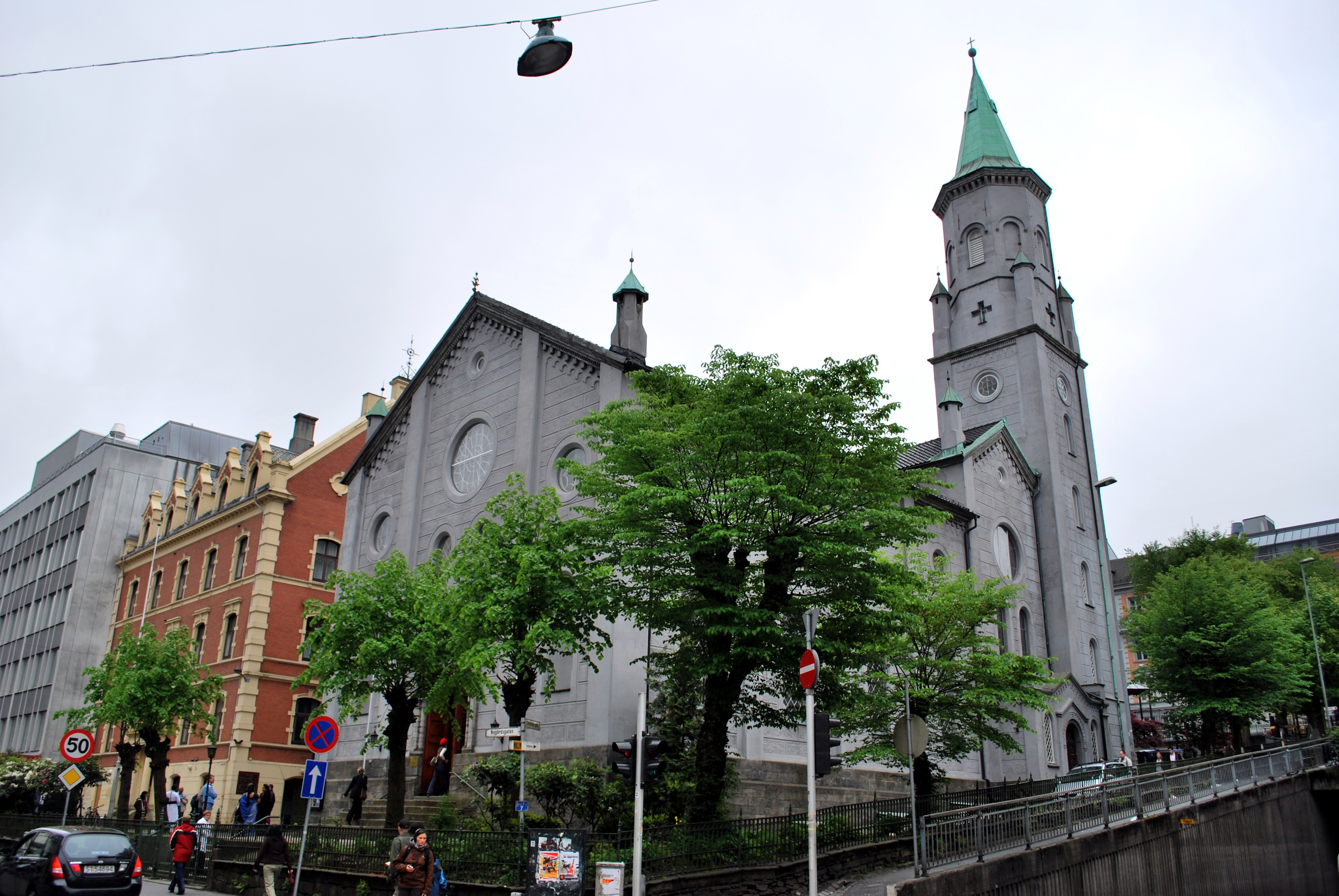
Igreja e escola de São Paulo

A Igreja de São Paulo (em norueguês:  Sankt Paul katolske kirke – literalmente:Igreja Católica de São Paulo) é uma igreja católica localizada em Bergen, Noruega.
A paróquia foi criada em 1858, mas a igreja não veio a ficar pronta até 1870. Em 31 de dezembro de 2004 , havia 4.044 pessoas registradas, 5 anos mais tarde, o número aumentou para 7.300 fiéis. Além disso, cresceu para mais de 12.000 em 2012. Há também uma escola católica em Bergen, a Escola de São Paulo. 60% dos alunos desta escola são católicos.
Para os 12.000 católicos de Bergen, a igreja de São Paulo já parece pequena para acomodar a todos. Há também a igreja de Santiago Maior para servir a comunidade crescente, mas ainda há planos para construir várias outras igrejas católicas em  Bergen. O maior grupo de católicos da cidade é formado por poloneses.